# Liste der Monuments historiques in Broût-Vernet
Die Liste der Monuments historiques in Broût-Vernet führt die Monuments historiques in der französischen Gemeinde Broût-Vernet auf.

## Liste der Bauwerke
| Bezeichnung                                    | Beschreibung                                | Standort | Kennzeichnung | Schutzstatus | Datum | Bild           |
| ---------------------------------------------- | ------------------------------------------- | -------- | ------------- | ------------ | ----- | -------------- |
| Château de Lafont (Fotos in der Base Mérimée)  | Schloss, erbaut Anfang des 19. Jahrhunderts | (Lage)   | PA00093390    | Inscrit      | 1990  |                |
| Kirche St-Mazeran                              | Erbaut im 12. Jahrhundert                   | (Lage)   | PA00093026    | Inscrit      | 1933  | weitere Bilder |
| Priorat                                        | Erbaut im 12./13. Jahrhundert               | (Lage)   | PA00093027    | Classé       | 1977  | weitere Bilder |
| Villa des Morelles (Fotos in der Base Mérimée) | Erbaut von 1872 bis 1878                    | (Lage)   | PA00093391    | Inscrit      | 1990  |                |